# Inferno (Lordi)
Az Inferno a finn Lordi együttes legelső ismert rögzített felvétele. 1995-ben a Rockmurskaa lemezre lett került fel, Rovaniemi városban. Készítettek hozzá videóklipet is, Tomi „Mr. Lordi” Putaansuu azonban nem jelentette meg, ugyanis maszk nélkül látható a klipben. 1993-ban már létezett ez a dal, de csak az 1995-ös demo verzióban lehet megtalálni.

## További Információ
- Jussy Alroth: Mie Oon Lordi (könyv, 2006)